# 星座图 (数字通信)
数字通信领域中，经常将数字信号在复平面上表示，以直观的表示信号以及信号之间的关系。这种图示就是星座图。
数字信号之所以能够用复平面上的点表示，是因为数字信号本身有着复数的表达形式。虽然信号一般都需要调制到较高频率的载波上传输，但是最终的检测依然是在基带上进行。因此已经调制的带通数字信号s(t)可以用其等效低通形式{\displaystyle s_{l}(t)}表示。一般来说，等效低通信号是复数，即
{\displaystyle s_{l}\left(t\right)=x(t)+jy(t)}
带通信号s(t)可以通过将{\displaystyle s_{l}(t)}乘上载波再取实部得到：
{\displaystyle s(t)=Re[s_{l}(t)e^{j2\pi f_{c}t}]}
{\displaystyle s\left(t\right)=x(t)\cos {2\pi f_{c}t}-y(t)\sin {2\pi f_{c}t}}
因此{\displaystyle s_{l}(t)}的实部x(t)可以被看作是对余弦信号的幅度调制，{\displaystyle s_{l}(t)}的虚部 y(t) 可以被看作是对正弦信号的幅度调制。{\displaystyle \sin 2\pi t} 与 {\displaystyle \cos 2\pi t}正交，因此x(t)和y(t)是s(t)上相互正交的分量。通常又将前者称作同相分量（In-phase component），后者称为正交分量（Quadrature component）。